# جون جي. كانتي
جون جي. كانتي (بالإنجليزية: John G. Canty)‏ هو مدرب خيول أمريكي، ولد في 30 يناير 1917 في جزيرة أيرلندا في المملكة المتحدة، وتوفي في 7 يناير 1992 بسبب ذات الرئة.